# Хипотион
Хипотион је у грчкој митологији било име више личности.

## Етимологија
Ово име има значење „коњаник“ или „јахач“.

## Митологија
- У Хомеровој „Илијади“ је био Тројанац кога је убио Мерион. Он је био Морисов или Моридов отац.[2]
- Према Диодору, био је кентаур кога је убио Херакле када је хтео да украде Фолово вино.[3]

## Биологија
Латинско име ових личности (Hippotion) је назив за род лептира.